# Parque nacional de los Lençóis Maranhenses
El Parque Nacional de los Lençóis Maranhenses es un sitio de conservación de la naturaleza brasileña. Es un área protegida integral ubicada en la región nordeste del estado de Maranhão. El territorio del parque, con una superficie de 156.584 ha, está distribuido por los municipios de Barreirinhas, Primeira Cruz y Santo Amaro do Maranhão. El parque fue creado con el objetivo principal de la "protección de la flora, la fauna y la belleza natural, que están en el sitio."
Insertado en el bioma costero marino, el parque es un exponente de los ecosistemas de manglares, restinga y dunas, asociado a vientos fuertes y lluvias regulares. Su gran belleza escénica, junto con los paseos por los campos de dunas y la posibilidad de bañarse en las lagunas, atraen turistas de todo el mundo, que visitan el parque durante todo el año.

## Historia
El parque nacional fue creado en tierras baldías marañenses  pertenecientes al gobierno, a través del Decreto Nº 86060, emitido el 2 de junio de 1981 por la Presidencia de la República. El área del parque, de acuerdo con el decreto de creación fue de 155.000 ha. La película Casa de Arena fue grabada dentro del parque.

## Características del área

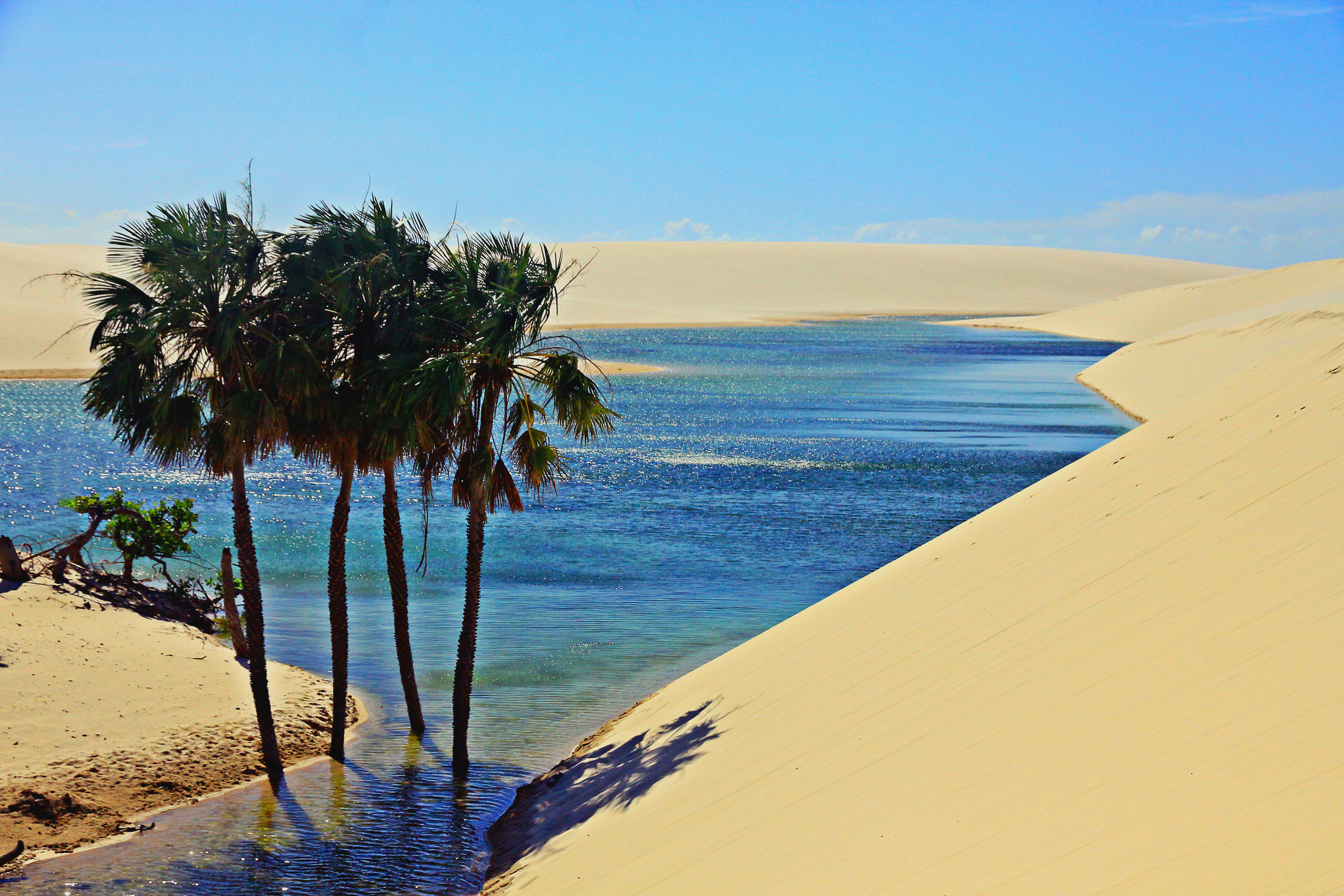
Laguna de América

El parque está situado en la Microrregión de los Lençóis Maranhenses, al norte de Brasil, en la costa noreste del estado brasileño de Maranhão, Marañón en español. Con un perímetro de 270 km y 156.584 hectáreas, el parque se encuentra en el bioma marino costero, con ecosistemas de manglares, marismas y dunas. Tiene unas 90 000 hectáreas de dunas y lagunas de agua dulce interdunas libres, amplias zonas de marisma y de costa del océano. El área de dunas cubre de 5 a 25 km hacia el interior desde la costa. Aquí nace el Río Preguiças, que divide el parque hasta su desembocadura en el Océano Atlántico.

### Clima
Seco sub húmedo, con una temperatura promedio anual de 26 °C. A pesar de la zona desértica, la región tiene dos estaciones: la estación de lluvias, que va de enero a julio, y la seca, de agosto a diciembre. Las lluvias contribuyen al control de la humedad en la región y la formación de lagos. Entre diciembre y enero, y en ocasiones a finales de febrero, en el período de transición entre la estación lluviosa y seca, en los Lençóis Maranhenses, ocasionalmente algunas lagunas se secan. La precipitación anual media es de 1600 mm.

## Acceso y Visitas

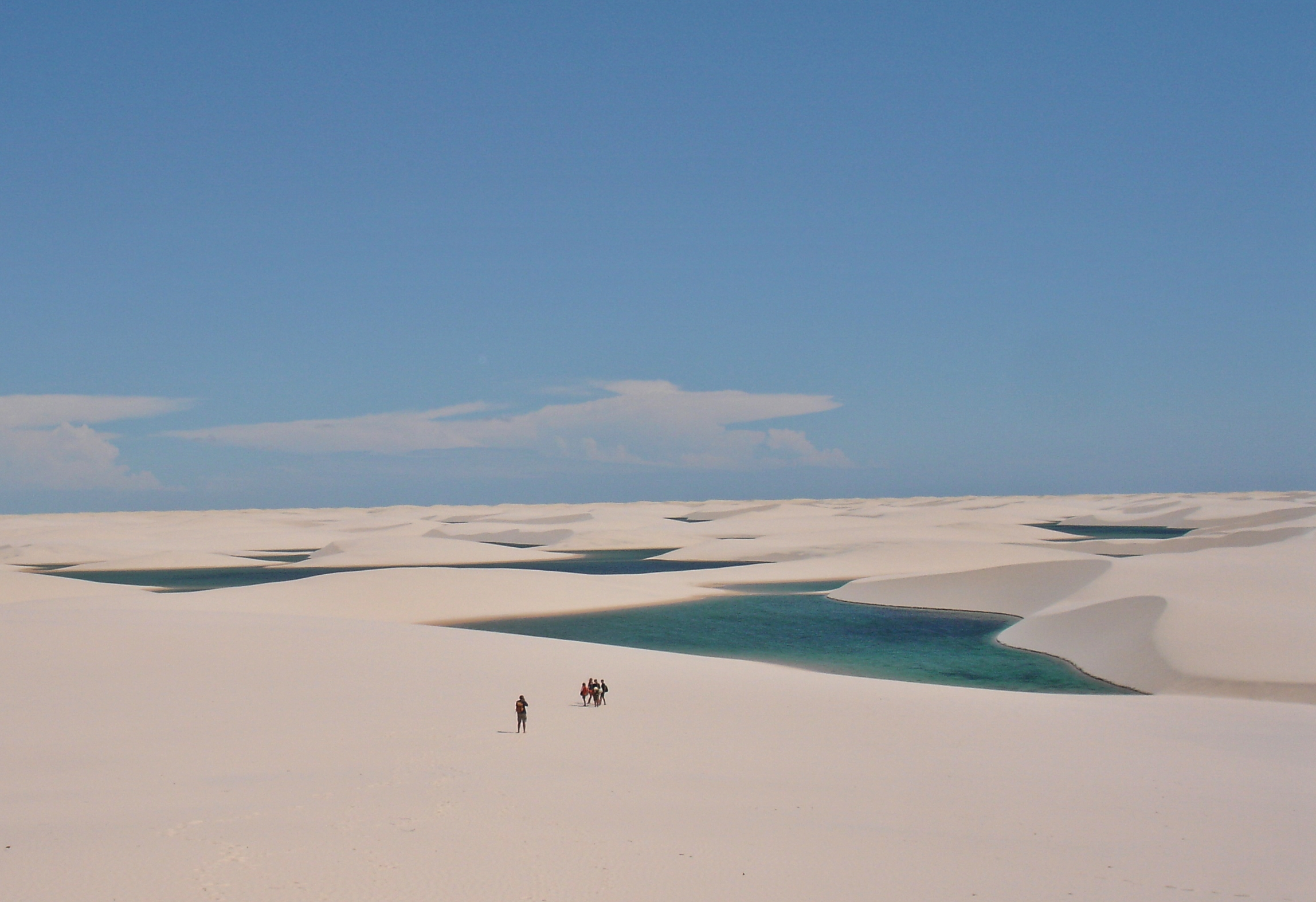
Imagen tomada mediante un dron

El parque tiene varias entradas.  La sede principal del parque está a unos 260 km de la capital del estado de São Luís, en las orillas del río Preguiças. Desde allí, el acceso al parque puede realizarse por tierra a través de la carretera BR 135, o por vía marítima entrando en cauce del río Preguiças en Atins, o por vía fluvial desde Barreirinhas a través del río Preguiças y por vía aérea, por el aeropuerto de Barreirinhas. El mejor acceso terrestre a las dunas y las lagunas más grandes del parque es a través de Santo Amaro do Maranhão localidad cercana a São Luís que queda justo frente a otra entrada al parque, a donde se llega por la nueva BR-402. Por vía aérea se puede llegar también a través del Aeropuerto Internacional de São Luís y de allí por vía terrestre hasta Santo Amaro (235 km al oeste).